# FK Korosteń
FK Korosteń (ukr. Футбольний клуб «Коростень», Futbolnyj Kłub "Korosteń") – ukraiński klub piłkarski z siedzibą w Korosteniu, w obwodzie żytomierskim, założony w 2001 na bazie drużyny Łokomotyw Korosteń. W latach 2007–2009 występował w rozgrywkach ukraińskiej Drugiej Lihi.

## Sukcesy
- 8. miejsce w Drugiej Lidze, grupie A: 2007/08
- wicemistrz obwodu żytomierskiego: 2003, 2004, 2005
- brązowy medalista mistrzostw obwodu żytomierskiego: 1999, 2000, 2009